# Bergljot Hobæk Haff
Bergljot Hobæk Haff (Botne, 1 de mayo de 1925 - 12 de febrero de 2016) fue una escritora noruega; una de sus primeras publicaciones fue la novela Raset en 1956. En 1985 recibió el Premio Dobloug de la Academia Sueca.

## Obras
- Raset – novela (1956)
- Liv – novela (1958)
- Du finner ham aldri – novela (1960)
- Bålet – novela (1962)
- Skjøgens bok – novela (1965)
- Den sorte kappe – novela (1969)
- Sønnen – novela (1971)
- Heksen – novela (1974)
- Gudsmoren. En menneskelig komedie – novela (1977)
- Jeg, Bakunin – novela (1983)
- Den guddommelige tragedie – novela (1989)
- Renhetens pris – novela (1992)
- Skammen – novela (1996)
- Sigbrits bålferd – novela (1999)
- Den evige jøde – novela (2002)
- Attentatet – novela (2004)